# Русилово
Русилово (грч. Ξανθόγεια, Ксантогија) је насељено место у општини Воден у периферији Средишња Македонија, Грчка. Према попису из 2021. године било је без становника.
Према бугарском географу и историчару, Василу Канчову, у Русилову је 1900. године живело 250 Словена хришћана. Осамдесетих година 20. века три километтара северније је почело да се гради Ново Русилово. Тамо је пресељено становништво Русилова, због чега је на попису из 1991. године имало 4 становника.

## Познате личности
- Мирка Гинова, грчка и македонска револуционарка и припадница НОФ